# Nicolas Schmid
Nicolas Schmid, né le 22 février 1997 à Linz, est un footballeur autrichien qui évolue au poste de gardien de but au Portsmouth FC.

## Biographie

### En club
Nicolas Schmid commence son parcours en senior au FC Juniors OÖ, club réserve du Linz ASK en troisième division autrichienne. Il joue 50 matchs sur trois saisons au club.
En juillet 2018, Nicolas Schmid est prêté au FC Blau-Weiß Linz en deuxième division pour une durée d'une saison. Il fait ses débuts en professionnel le 26 octobre 2018 contre l'équipe réserve du FK Austria Vienne que son club domine par six buts à trois.
À la fin de son prêt, il rejoint définitivement le Blau-Weiß Linz. Le 2 juin 2020, il prolonge son contrat au club jusqu'en 2023. Après trois saisons passées au club, Nicolas Schmid prolonge jusqu'en 2025. Il participe au sacre du club à deux reprises en 2.Liga et accède alors à la Bundesliga autrichienne.
Le 21 août 2024, Nicolas Schmid est transféré au Portsmouth FC, club promu en Championship. Il signe un contrat jusqu'en 2026. Il est mis en concurrence pour la place de gardien titulaire.

### En sélection
Il possède une sélection avec les moins de 19 ans autrichiens lors d'une victoire sept buts à un contre le Qatar U19.

## Statistiques
| Saison                | Club                     | Championnat           | Championnat | Championnat | Coupe nationale | Coupe nationale | Coupe de la Ligue | Coupe de la Ligue | Total | Total |
| Saison                | Club                     | Division              | M.          | B.          | M.              | B.              | M.                | B.                | M.    | B.    |
| 2015-2016             | FC Juniors OÖ            | Regionalliga          | 17          | 0           | -               | -               | -                 | -                 | 17    | 0     |
| 2016-2017             | FC Juniors OÖ            | Regionalliga          | 17          | 0           | -               | -               | -                 | -                 | 17    | 0     |
| 2017-2018             | FC Juniors OÖ            | Regionalliga          | 16          | 0           | -               | -               | -                 | -                 | 16    | 0     |
| Sous-total            | Sous-total               | Sous-total            | 50          | 0           | -               | -               | -                 | -                 | 50    | 0     |
| 2018-2019             | FC Blau-Weiß Linz (prêt) | 2.Liga                | 1           | 0           | 1               | 0               | -                 | -                 | 2     | 0     |
| 2019-2020             | FC Blau-Weiß Linz        | 2.Liga                | 11          | 0           | 1               | 0               | -                 | -                 | 12    | 0     |
| 2020-2021             | FC Blau-Weiß Linz        | 2.Liga                | 28          | 0           | 1               | 0               | -                 | -                 | 29    | 0     |
| 2021-2022             | FC Blau-Weiß Linz        | 2.Liga                | 29          | 0           | -               | -               | -                 | -                 | 29    | 0     |
| 2022-2023             | FC Blau-Weiß Linz        | 2.Liga                | 29          | 0           | 3               | 0               | -                 | -                 | 32    | 0     |
| 2023-2024             | FC Blau-Weiß Linz        | Bundesliga            | 31          | 0           | 1               | 0               | -                 | -                 | 32    | 0     |
| 2024-2025             | FC Blau-Weiß Linz        | Bundesliga            | 2           | 0           | 1               | 0               | -                 | -                 | 3     | 0     |
| Sous-total            | Sous-total               | Sous-total            | 131         | 0           | 8               | 0               | -                 | -                 | 139   | 0     |
| 2024-2025             | Portsmouth FC            | Championship          | 15          | 0           | -               | -               | -                 | -                 | 15    | 0     |
| Total sur la carrière | Total sur la carrière    | Total sur la carrière | 196         | 0           | 8               | 0               | -                 | -                 | 204   | 0     |

### Palmarès
FC Blau-Weiß Linz
- Championnat d'Autriche de football de deuxième division (2) :
  - Champion : 2020-2021, 2022-2023